# Hordain
Hordain – miejscowość i gmina we Francji, w regionie Hauts-de-France, w departamencie Nord.
Według danych na rok 1990 gminę zamieszkiwały 1292 osoby, a gęstość zaludnienia wynosiła 228 osób/km² (wśród 1549 gmin regionu Nord-Pas-de-Calais Hordain plasuje się na 486. miejscu pod względem liczby ludności, natomiast pod względem powierzchni na miejscu 623.).